# Nagold (rivier)
De Nagold is een 90 km lange rivier in de Duitse deelstaat Baden-Württemberg, met een verval van 567 m en een stroomgebied van 1144 km².

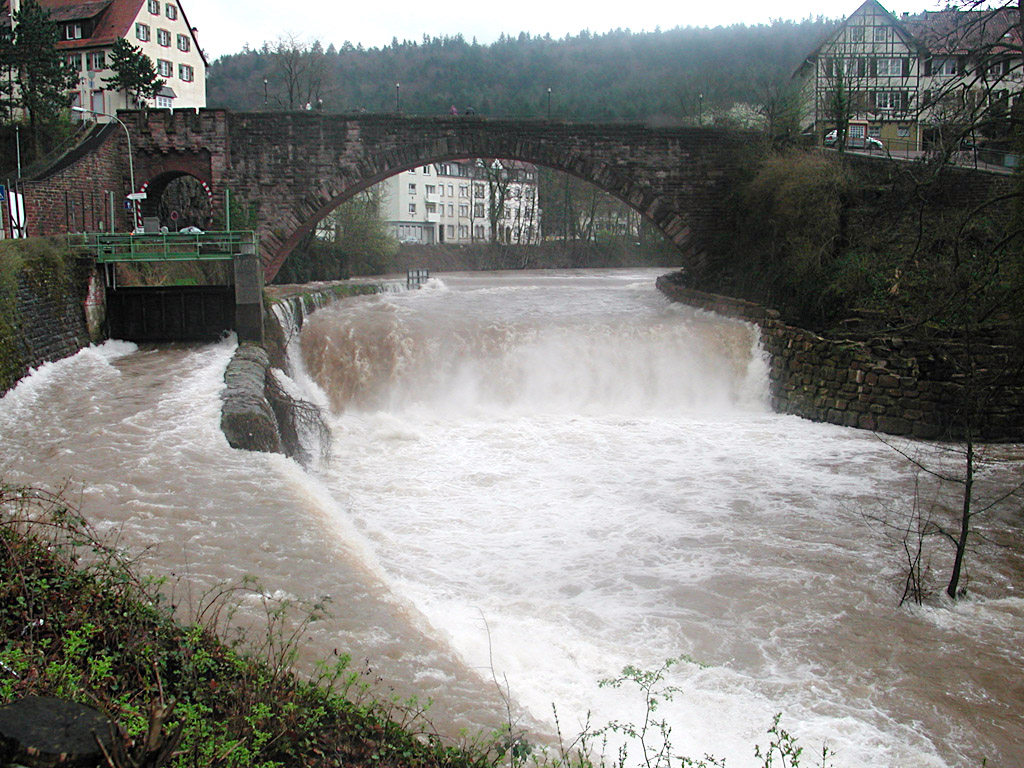
De Nagold in Weißenstein

## Loop
Zij ontspringt bij de plaats Besenfeld in de gemeente Seewald in het Zwarte Woud en stroomt tot aan de stad Nagold in oostelijke richting.
Reeds enkele kilometer na de bron wordt door de Nagoldtalsperre een stuwmeer gevormd.
Tot Altensteig zijn de oevers niet bebouwd.
In Nagold verandert de rivier bruusk van richting en stroomt in noordelijke richting door Wildberg, Calw en Bad Liebenzell. Na Dillstein verlaat zij het Zwarte Woud en stroomt in Pforzheim in de Enz.
Hoewel de Enz minder debiet heeft, minder lang is en een kleiner stroomgebied heeft, wordt op basis van de plaatselijke topografie bij de samenvloeiing toch aangenomen dat de Nagold in de Enz stroomt en niet omgekeerd.